# 519 př. n. l.

## Události
- Plataje uzavřely spojeneckou smlouvu s Athénami.
- Jing se stal králem státu Zhou.

## Narození
- Xerxés I., perský král vládnoucí v letech 486–465 př. n. l.